# Leptoneta serbariuana
Leptoneta serbariuana är en spindelart som beskrevs av Roewer 1953. Leptoneta serbariuana ingår i släktet Leptoneta, och familjen Leptonetidae. Inga underarter finns listade.